# Condado de Shelby (Alabama)
El condado de Shelby es un condado de Alabama, Estados Unidos. Tiene una superficie de 2096 km² y una población de 143 293 habitantes (según el censo de 2000). La sede de condado es Columbiana.

## Historia
El Condado de Shelby se fundó el 7 de febrero de 1818.

## Geografía
Según la Oficina del Censo de los Estados Unidos el condado tiene un área total de 2096 km², de los cuales 2058 km² son de tierra y 38 km² de agua (1,81%).

### Principales autopistas
- Interstate 65
- U.S. Highway 31
- U.S. Highway 231
- U.S. Highway 280
- State Road 25
- State Road 70
- State Road 76
- State Road 119
- State Road 155
- State Road 261

### Condados adyacentes
- Condado de St. Clair (noreste)
- Condado de Talladega (este)
- Condado de Coosa (sureste)
- Condado de Chilton (sur)
- Condado de Bibb (suroeste)
- Condado de Jefferson (noroeste)

### Ciudades y pueblos
- Alabaster
- Birmingham (parcialmente - Parte de Birmingham se encuentra en el Condado de Jefferson)
- Calera (parcialmente - Parte de Calera se encuentra en el Condado de Chilton)
- Chelsea
- Childersburg (parcialmente - Parte de Childersburg se encuentra en el Condado de Talladega)
- Columbiana
- Harpersville
- Helena (parcialmente - Parte de Helena se encuentra en el Condado de Jefferson)
- Hoover (parcialmente - Parte de Hoover se encuentra en el Condado de Jefferson)
- Indian Springs Village
- Indian Valley
- Lake Purdy
- Leeds (parcialmente - Parte de Leeds se encuentra en el Condado de Jefferson y en el Condado de St. Clair)
- Meadowbrook
- Montevallo
- Pelham
- Saginaw
- Vestavia Hills (parcialmente - Parte de Vestavia Hills se encuentra en el Condado de Jefferson)
- Vincent (parcialmente - Parte de Vincent se encuentra en el Condado de St. Clair y en el Condado de Talladega)
- Westover
- Wilsonville
- Wilton

## Educación
Las Escuelas del Condado de Shelby gestiona escuelas públicas.

## Demografía
| Población histórica Año Población ±% 1900 23 684 — 1910 26 949 +13.8 % 1920 27 097 +0.5 % 1930 27 576 +1.8 % 1940 28 962 +5.0 % 1950 30 362 +4.8 % 1960 32 132 +5.8 % 1970 38 037 +18.4 % 1980 66 298 +74.3 % 1990 99 358 +49.9 % 2000 143 293 +44.2 % |           |         |
| Población histórica |           |         |
| Año | Población | ±%      |
| 1900 | 23 684    | —       |
| 1910 | 26 949    | +13.8 % |
| 1920 | 27 097    | +0.5 %  |
| 1930 | 27 576    | +1.8 %  |
| 1940 | 28 962    | +5.0 %  |
| 1950 | 30 362    | +4.8 %  |
| 1960 | 32 132    | +5.8 %  |
| 1970 | 38 037    | +18.4 % |
| 1980 | 66 298    | +74.3 % |
| 1990 | 99 358    | +49.9 % |
| 2000 | 143 293   | +44.2 % |